# Dripping Springs (Arizona)
Dripping Springs es un lugar designado por el censo ubicado en el condado de Gila en el estado estadounidense de Arizona. En el Censo de 2010 tenía una población de 235 habitantes y una densidad poblacional de 13,54 personas por km².

## Geografía
Dripping Springs se encuentra ubicado en las coordenadas 33°6′18″N 110°45′18″O / 33.10500, -110.75500. Según la Oficina del Censo de los Estados Unidos, Dripping Springs tiene una superficie total de 17.35 km², de la cual 17.35 km² corresponden a tierra firme y (0%) 0 km² es agua.

## Demografía
Según el censo de 2010, había 235 personas residiendo en Dripping Springs. La densidad de población era de 13,54 hab./km². De los 235 habitantes, Dripping Springs estaba compuesto por el 68.94% blancos, el 0.43% eran afroamericanos, el 1.28% eran amerindios, el 0.43% eran asiáticos, el 0% eran isleños del Pacífico, el 21.7% eran de otras razas y el 7.23% pertenecían a dos o más razas. Del total de la población el 47.66% eran hispanos o latinos de cualquier raza.